# Elecciones generales de Paraguay de 2013
Las elecciones generales de Paraguay de 2013 fueron el sexto evento electoral general y nacional que se realiza en dicho país desde el golpe de Estado que puso fin a la dictadura de Alfredo Stroessner en febrero de 1989.
Según la organización política, en las elecciones generales se eligen presidente, vicepresidente, senadores, diputados, gobernadores, concejales de los departamentos y miembros del Parlasur. De acuerdo a la Constitución y la legislación electoral, dichos comicios se celebraron el domingo 21 de abril de 2013.
El presidente electo asumirá el cargo el 15 de agosto del 2013, y dejará el mismo en agosto del año 2018, sin posibilidad de reelección. Lo mismo ocurrirá con el otro integrante de la misma dupla, que resultará vicepresidente nacional. Así mismo, en agosto de 2013 asumirán sus funciones los 17 gobernadores electos con sus correspondientes concejales. En el caso de senadores y diputados, asumirán al igual que todos los citados anteriormente un mandato de cinco años, pero desde el primer día de julio de 2013.
Estas fueron las elecciones, desde el regreso de la democracia, con el mayor número de candidatos a todos los cargos electivos, superando en número total de más de 2000 candidatos.
Fueron las primeras elecciones en las que el partido colorado participó como oposición y a su vez las primeras elecciones en las que el partido liberal participó como partido oficialista desde 1939  
Además despertaron un interés especial para los demás países, ya que serán las primeras en realizarse tras la crisis política, sucedida en el 2012, que dio como consecuencia la suspensión del Paraguay del Mercosur y la Unasur. Los resultados oficiales del Tribunal Superior de Justicia Electoral puntualizaron que el candidato del Partido Colorado Horacio Cartes ganó por 1.104.976 votos, poco más del 45%, y por primera vez un candidato supera el millón de votos en la historia democrática del Paraguay. derrotando asi al candidato oficialista Efraín Alegre del Partido Liberal, por lo que se podria decir que junto a las elecciones de 2008 fueron las 2 primeras elecciones del periodo democratico ganadas por un candidato opositor aunque en este caso fue un retorno al poder para el partido colorado

## Candidatos

### Dupla presidencial
En total se presentaron once listas de candidatos a presidente y vicepresidente, entre los que aparecen la Asociación Nacional Republicana, la Alianza Paraguay Alegre, la concertación Avanza País, el Partido Humanista, la Unión Nacional de Ciudadanos Éticos, el Partido Patria Querida, el Partido Blanco, el Partido de los Trabajadores, la Concertación Nacional Frente Guasú, el Partido Patria Libre y el Movimiento Kuña Pyrenda.
| Listas y Conglomerados          | Partido(s) | Candidatos a Presidente y Vicepresidente                |
| Lista 1                         | Asociación Nacional Republicana (Partido Colorado) | Horacio Cartes y Juan Afara                             |
| Lista 3 Avanza País             | Partido Revolucionario Febrerista Partido Movimiento al Socialismo Partido Demócrata Cristiano Partido Paraguay Tekopyahú Movimiento 20 de Abril Unidad Democrática para la Victoria | Mario Ferreiro (PRF) y Cynthia Brizuela Speratti (Ind.) |
| Lista 4 Alianza Paraguay Alegre | Partido Liberal Radical Auténtico Partido Democrático Progresista Partido Encuentro Nacional Partido Social Demócrata | Efraín Alegre (PLRA) y Rafael Filizzola (PDP)           |
| Lista 5                         | Partido Humanista | Roberto Ferreira y Luis Beltrán Vallejos                |
| Lista 7                         | Unión Nacional de Ciudadanos Éticos | Lino César Oviedo Sánchez y Luis Felipe Villamayor      |
| Lista 8                         | Partido Patria Querida | Miguel Carrizosa y Arsenio Ocampos                      |
| Lista 10                        | Partido Blanco | Ricardo Martín Almada y Librada Martínez de Viera       |
| Lista 14                        | Partido de los Trabajadores | Eduardo "Coco" Arce y Gloria María Bareiro              |
| Lista 40 Frente Guasú           | Partido País Solidario Partido Frente Amplio Bloque Social y Popular Partido Participación Ciudadana Partido Popular Tekojoja Partido Comunista Paraguayo Partido Convergencia Popular Socialista Partido del Movimiento Patriótico y Popular Frente Social y Popular Frente Patriótico Popular Partido de la Unidad Popular | Aníbal Carrillo Iramain y Luis Aguayo                   |
| Lista 55                        | Partido Patria Libre | Atanasio Galeano y Digno Valdez Espínola                |
| Lista 69                        | Movimiento Kuña Pyrenda | Lilian Soto y Maguiorina Balbuena Cardozo               |
| ------------------------------- | --- | ------------------------------------------------------- |

### Congreso de Paraguay
Aparte de los candidatos a presidente y vicepresidente, se presentan candidatos para el parlamento Paraguayo:
- senadores (45 lugares) y 30 suplentes, y
- diputados (80 lugares) y 80 suplentes.

### Mercosur
- diputados del Parlasur.

18 Parlamentarios titulares del Mercosur y 18 suplentes.

### Departamentos de Paraguay
Se disputarán, así mismo, en los departamentos de Paraguay:
- 17 cargos de gobernador (uno por cada departamento) y
- concejales departamentales (el número varía según la región).

Se ha reconocido a 27 partidos políticos, 16 movimientos políticos, 7 alianzas (entre nacionales y departamentales), y 3 concertaciones electorales (2 nacionales y una regional).

## Encuestas de opinión
Las siguientes encuestas corresponden a la intención de voto de los diferentes candidatos en los meses previos a la realización de las Elecciones Presidenciales. Algunas de ellas fueron desmentidas luego de su publicación (con fondo terracota para diferenciarlas del resto).
| Fecha                             | Encuestadora                                             | Horacio Cartes | Efraín Alegre | Mario Ferreiro | Miguel Carrizosa | Lino Oviedo | Aníbal Carrillo | Lilian Soto | NS/NR | Ninguno | Otros |
| --------------------------------- | -------------------------------------------------------- | -------------- | ------------- | -------------- | ---------------- | ----------- | --------------- | ----------- | ----- | ------- | ----- |
| 3 al 11 de abril de 2013          | GEO Archivado el 17 de abril de 2013 en Wayback Machine. | 34.8%          | 36.7%         | 9.9%           | -                | 1.6%        | -               | -           | 8.9%  | -       | -     |
| 3 al 11 de abril de 2013          | Grau & Asociados                                         | 44.3%          | 32.5%         | 8.6%           | 0.9%             | 2.5%        | 2.9%            | 0.1%        | 6.4%  | 2.2%    | -     |
| 5 de abril de 2013                | Ati Snead Consultores                                    | 36.4%          | 38.9%         | 8.5%           | 3%               | 4%          | 2.7%            | -           | 6%    | -       | -     |
| 30 de marzo al 4 de abril de 2013 | First Análisis                                           | 37.6%          | 34.7%         | 10.9%          | 3%               | 7.1%        | 1.9%            | 0.2%        | 7.3%  | -       | 0.3%  |
| 5 de abril de 2013                | Enrique Chase, ICA                                       | 41.7%          | 30.5%         | 12.1%          | 5.7%             | 3.1%        | 2.9%            | -           | 5.9%  | -       | 1.2%  |
| 13 al 21 de marzo de 2013         | Grau & Asoc.                                             | 42.7%          | 31.2%         | 9.6%           | 0.5%             | 6.2%        | 2.7%            | 0,2%        | 7.8%  | 1.1%    | -     |
| 6 al 15 de marzo de 2013          | GEO                                                      | 36.8%          | 36.2%         | 7.7%           | 1.0%             | 6.8%        | 6.1%            | 0,3%        | 5.1%  | 0.6%    | -     |
| 9 al 15 de marzo de 2013          | First Análisis                                           | 37.3%          | 33.6%         | 9.5%           | 3.2%             | 3.1%        | 1.9%            | 0,7%        | 13.2% | -       | -     |
| 28 de febrero de 2013             | Ati Snead Consultores                                    | 36.7%          | 37.1%         | 5.6%           | 3.4%             | 3.5%        | 2.8%            | -           | 10.9% | -       | -     |
| 26 de febrero de 2013             | Asisa Research Group Desmentido por Asisa                | 29.3%          | 24.1%         | 19.8%          | 2.5%             | 7.1%        | 3.2%            | 1.6%        | -     | -       | -     |
| 4 al 23 de febrero de 2013        | Enrique Chase, ICA                                       | 38.5%          | 29.5%         | 9.4%           | 10.3%            | 5.7%        | 2.7%            | 1.5%        | 7.4%  | -       | -     |
| 27 al 31 de enero de 2013         | Ati Snead Consultores Desmentido por Ati Snead           | 30.1%          | 31.5%         | 11.7%          | 3.3%             | 8.7%        | 2.9%            | 0.9%        | 13.7% | -       | -     |
| 30 de enero de 2013               | Frente Guasú                                             | 32.5%          | 30.8%         | 5.6%           | 8.9%             | -           | 10.7%           | 11.6%       | -     | -       | -     |
| 12 al 25 de enero de 2013         | Enrique Chase, ICA                                       | 37.0%          | 28.9%         | 8.1%           | 8.4%             | 7.7%        | 2.9%            | 1.5%        | 10.5% | -       | -     |

## Resultados

### Votos para Presidente y Vicepresidente
| Elecciones Generales de Paraguay del 21 de abril de 2013 Presidente y Vicepresidente Escrutinio Provisorio (96,26% de mesas escrutadas) Fuente: Tribunal Superior de Justicia Electoral |

| Lista                           | Partido (s) | Candidatos                                       | Votos     | %      |
| ------------------------------- | --- | ------------------------------------------------ | --------- | ------ |
| Lista 1                         | Asociación Nacional Republicana (Partido Colorado) | Horacio Cartes Juan Manuel Afara                 | 1.104.976 | 45.68% |
| Lista 4 Alianza Paraguay Alegre | Partido Liberal Radical Auténtico Partido Democrático Progresista Partido Encuentro Nacional Partido Social Demócrata | Efraín Alegre Rafael Filizzola                   | 890.451   | 37.11% |
| Lista 3 Avanza País             | Partido Revolucionario Febrerista Partido Movimiento al Socialismo Partido Demócrata Cristiano Partido Paraguay Tekopyahú Movimiento 20 de Abril Unidad Democrática para la Victoria | Mario Ferreiro Cynthia Brizuela Speratti         | 145.618   | 5.65%  |
| Lista 40 Frente Guasú           | Partido País Solidario Partido Frente Amplio Bloque Social y Popular Partido de Participación Ciudadana Partido Popular Tekojoja Partido Comunista Paraguayo Partido Convergencia Popular Socialista Partido del Movimiento Patriótico y Popular Frente Social y Popular Frente Patriótico Popular Partido de la Unidad Popular | Aníbal Carrillo Iramain Luis Aguayo              | 80.934    | 3.29%  |
| Lista 8                         | Partido Patria Querida | Miguel Carrizosa Arsenio Ocampos                 | 27.026    | 1.12%  |
| Lista 7                         | Unión Nacional de Ciudadanos Éticos | Lino César Oviedo Sánchez Luis Felipe Villamayor | 19.416    | 0.81%  |
| Lista 5                         | Partido Humanista | Roberto Ferreira Luis Beltrán Vallejos           | 4.264     | 0.18%  |
| Lista 69                        | Movimiento Kuña Pyrenda | Lilian Soto Maguiorina Balbuena Cardozo          | 3.925     | 0.16%  |
| Lista 14                        | Partido de los Trabajadores | Eduardo "Coco" Arce Gloria María Bareiro         | 3.011     | 0.12%  |
| Lista 10                        | Partido Blanco | Ricardo Martín Almada Librada Martínez de Viera  | 2.767     | 0.11%  |
| Lista 55                        | Partido Patria Libre | Atanasio Galeano Digno Valdez Espínola           | 2.416     | 0.10%  |
|                                 | |                                                  |           |        |
| Votos positivos                 | Votos positivos | Votos positivos                                  | 2.277.734 | 94.53% |
|                                 | |                                                  |           |        |
| Votos en blanco                 | Votos en blanco | Votos en blanco                                  | 72.066    | 2.99%  |
| Votos nulos                     | Votos nulos | Votos nulos                                      | 59.637    | 2.48%  |
|                                 | |                                                  |           |        |
| Total votantes (%)              | Total votantes (%) | Total votantes (%)                               | 2.409.437 | 100%   |
| Electores habilitados           | Electores habilitados | Electores habilitados                            | 3.516.275 |        |

### Resultados finales para el Senado
Ref.:
- A.N.R.: 19 senadores (865.206 votos).
- P.L.R.A.: 13 senadores (588.054 votos).
- Frente Guasú: 5 senadores (238.313 votos).
- Partido Democrático Progresista: 3 senadores (144.691 votos).
- Avanza País: 2 senadores (117.056 votos).
- UNACE: 2 senadores (90.640 votos).
- Partido Encuentro Nacional: 1 senador (78.460 votos).
- Patria Querida: 0 senadores (45.168 votos).
- Partido de la Juventud 28.128 votos.
- Partido Social Demócrata 7.768 votos[16]
- Movimiento Independiente Constitucionalista Paraguayo en Alianza 7.509 votos
- Movimiento Policía Nacional Pluralista y Participativo 30 de agosto 7.460 votos
- Movimiento Kuña Pyrenda 5.416 votos
- Movimiento Unidad Democrática para la Victoria 3.662 votos
- Partido de los Trabajadores 2.840 votos
- Movimiento Democrático Independiente Participativo 2007 votos
- Partido Blanco con 1.961
- Movimiento Independiente Institucional 1.917 votos
- Partido Verde Paraguay 1.541 votos,

### Resultados finales para Gobernaciones
Ref.:
- A.N.R.: 12 gobernaciones.
- P.L.R.A.: 4 gobernaciones (Amambay, Central, Ñeembucú, Cordillera)
- Partido Encuentro Nacional: 1 gobernación (Pdte. Hayes).